# Vrikke
At vrikke er en måde at drive en båd frem ved hjælp af kun en åre (en vrikkeåre).
Åren anbringes i en særlig udskæring i agterspejlet og bevæges igennem vandet i et bestemt mønster, der driver båden frem.
At vrikke er kendt over hele verden og bruges såvel på små rojoller som på større sampaner